# Малая Диброва
Малая Диброва (укр. Мала Діброва) — село в Судововишнянской городской общине Яворовского района Львовской области Украины.
Население по переписи 2001 года составляло 24 человека. Занимает площадь 0,288 км². Почтовый индекс — 81380. Телефонный код — 3234.